# Alpheus rapax
Alpheus rapax is een garnalensoort uit de familie van de Alpheidae. De wetenschappelijke naam van de soort is voor het eerst geldig gepubliceerd in 1798 door Fabricius.